# 海牙体育场
海牙体育场（荷蘭語：ADO Den Haag Stadium），目前被冠名赞助为Bingoal体育场（Bingoal Stadion），是荷兰海牙的一个多用途体育场，主要用于足球和曲棍球比赛，是ADO海牙足球俱乐部的主场。该体育场于2007年建成，观众容量达15,000人。

## 历史
2007年7月28日，体育场正式开放。
2010年6月，京瓷获得体育场冠名权，将体育场更名为京瓷体育场（Kyocera Stadion）。
2017年，Cars Jeans获得体育场冠名权，将体育场更名为Cars Jeans体育场（Cars Jeans Stadion）。
2022年，Bingoal获得体育场冠名权，将体育场更名为Bingoal体育场（Bingoal Stadion）。